# 聖伯納德鎮區 (內布拉斯加州普拉特縣)
聖伯納德鎮區（英語：St. Bernard Township）是位於美國內布拉斯加州普拉特縣的一個行政鎮區。

## 地方資料
聖伯納德鎮區的面積為92.25平方千米，皆為陸地。根據2020年美國人口普查的數據，當地共有人口502人，而人口密度為每平方千米5.44人。